# 亜鉛ビーバー石
亜鉛ビーバー石（あえんビーバーせき、 Beaverite-(Zn)）は2011年に発表された日本産新鉱物で、当時東京理科大学の大学院生であった地球化学者佐藤恵理子などにより、新潟県の三川鉱山から発見された。 化学組成はPb(Fe3+2Zn)(SO4)2(OH)6で、三方晶系。明礬石スーパーグループに属し、ビーバー石グループとしては、亜鉛の入る位置に銅が入ったBeaverite-(Cu)がある。